# Drzewiak
Drzewiak (Dendrolagus) – rodzaj ssaków z podrodziny kangurów (Macropodinae) w obrębie rodziny kangurowatych (Macropodidae).

## Rozmieszczenie geograficzne
Rodzaj obejmuje gatunki występujące w Australii, na Nowej Gwinei i okolicznych wyspach.

## Morfologia
Długość ciała 42–89 cm, długość ogona 41,5–96,5 cm; masa ciała 5,4–23 kg (samce są większe i cięższe od samic).

## Systematyka
Rodzaj zdefiniował w 1840 roku niemiecki przyrodnik Salomon Müller w publikacji autorstwa Coenraada Jacoba Temmincka o tytule Verhandelingen over de natuurlijke geschiedenis der Nederlandsche Overzeesche Bezittingen. Müller wymienił dwa gatunki – Dendrolagus inustus S. Müller, 1840 i Hypsiprymnus ursinus Temminck, 1836 – nie wyznaczając gatunku typowego; w ramach późniejszego oznaczenia w 1888 roku angielski zoolog Oldfield Thomas na typ nomenklatoryczny wyznaczył drzewiaka niedźwiedziego (D. ursinus).

### Etymologia
Dendrolagus (Dendrolegus, Drendrolagus): gr. δενδρον dendron ‘drzewo’; λαγως lagōs ‘zając’.

### Podział systematyczny
Wyróżniono czternaście współcześnie występujących gatunków należących do Dendrolagus:
| Grafika | Gatunek                  | Autor i rok opisu                    | Nazwa zwyczajowa       | Podgatunki         | Rozmieszczenie geograficzne | Podstawowe wymiary                                 | Status IUCN |
| ------- | ------------------------ | ------------------------------------ | ---------------------- | ------------------ | --- | -------------------------------------------------- | ----------- |
|         | Dendrolagus bennettianus | De Vis, 1887                         | drzewiak czarnostopy   | gatunek monotypowy | endemit Australii: północno-wschodni Queensland (rzeka Daintree na północ aż do Cooktown, na zachód do Mount Windsor Tablelands; zakres wysokości: 0–1400 m n.p.m.                                  | DC: 54–75 cm DO: 63–84 cm MC: 6,3–13,4 kg          | NT          |
|         | Dendrolagus lumhotzi     | R. Collett, 1884                     | drzewiak jasnolicy     | gatunek monotypowy | endemit Australii: północno-wschodni Queensland (od Mount Carbine Tableland na południe do Kirrimy); zakres wysokości: 0–1600 m n.p.m.                                                              | DC: 42–71 cm DO: 52–84 cm MC: 4,7–9,9 kg           | NT          |
|         | Dendrolagus inustus      | S. Müller, 1840                      | drzewiak szary         | 2 podgatunki       | północno-zachodnia i północna Nowa Gwinea w Indonezji i Papui-Nowej Gwinei (na zachód od Wewak, włącznie z wyspą Yapen); prawdopodobnie wyspy Papui Zachodniej; zakres wysokości: 100–1400 m n.p.m. | DC: 55–89 cm DO: 64–96 cm MC: 7–23 kg              | VU          |
|         | Dendrolagus ursinus      | (Temminck, 1836)                     | drzewiak niedźwiedzi   | gatunek monotypowy | endemit Indonezji: północno-zachodnia Nowa Gwinea (półwyspy Ptasia Głowa i Bomberai) | DC: 53–73 cm DO: 59–72 cm MC: brak danych          | VU          |
|         | Dendrolagus mbaiso       | Flannery, Boeadi & A.L. Szalay, 1995 | drzewiak naziemny      | gatunek monotypowy | endemit Indonezji: środkowo-zachodnia Nowa Gwinea (regiony Tembagapura i Kwiyawagi oraz Góry Śnieżne); zakres wysokości: 2700–3500 m n.p.m.                                                         | DC: 66–67 cm DO: 41–52 cm MC: 5,4–8,6 kg           | EN          |
|         | Dendrolagus dorianus     | E.P. Ramsay, 1883                    | drzewiak jednobarwny   | gatunek monotypowy | endemit Papui-Nowej Gwinei: środkowe górskie obszary w południowo-wschodniej półwyspowej części Nowej Gwinei; zakres wysokości: 600–3650 m n.p.m.                                                   | DC: 55–78 cm DO: 45–66 cm MC: 8,2–13,4 kg          | VU          |
|         | Dendrolagus mayri        | W. Rothschild & Dollman, 1933        | drzewiak samotny       | gatunek monotypowy | endemit Indonezji: znany z półwyspu Wondiwoi w Papui Zachodniej | DC: około 63,5 cm DO: około 57 cm MC: około 9,3 kg | CR          |
|         | Dendrolagus notatus      | Matschie, 1916                       | drzewiak papuaski      | gatunek monotypowy | endemit Papui-Nowej Gwinei: Nowa Gwinea (wschodnie Góry Centralne); zakres wysokości: 900–3100 m n.p.m.                                                                                             | DC: 51–69 cm DO: 43–56 cm MC: 6–9,1 kg             | EN          |
|         | Dendrolagus stellarum    | Flannery & Seri, 1990                | drzewiak górski        | gatunek monotypowy | Nowa Gwinea w Indonezji i Papui-Nowej Gwinei: zachodnie Góry Centralne (od Tembagapury do Hak-Orn); zakres wysokości: 2600–4000 m n.p.m.                                                            | DC: 61–70 cm DO: 49–58 cm MC: 6,5–9,5 kg           | VU          |
|         | Dendrolagus scottae      | Flannery & Seri, 1990                | drzewiak stokowy       | gatunek monotypowy | endemit Papui-Nowej Gwinei: północna Nowa Gwinea (góry Bewani i Torricelli); zakres wysokości: 900–1700 m n.p.m.                                                                                    | DC: 56–75 cm DO: 52–59 cm MC: 6,8–11,5 kg          | CR          |
|         | Dendrolagus goodfellowi  | O. Thomas, 1908                      | drzewiak dwupręgi      | 2 podgatunki       | endemit Papui-Nowej Gwinei: Góry Centralne i południowo-wschodni półwyspowy obszar Nowej Gwinei; introdukowany do Nowej Brytanii w Archipelagu Bismarcka; zakres wysokości: około 2860 m n.p.m.     | DC: 50–84 cm DO: 53–85 cm MC: 5,6–9,5 kg           | EN          |
|         | Dendrolagus pulcherrimus | Flannery, 1993                       | drzewiak złotogrzbiety | gatunek monotypowy | dwie rozłączne populacje w północnej Nowej Gwinei: Indonezja (góry Foja) i Papua-Nowa Gwinea (góry Torricelli); zakres wysokości: 680–1700 m n.p.m.                                                 | DC: 58–63 cm DO: 71–72 cm MC: 7–7,2 kg             | CR          |
|         | Dendrolagus matschiei    | Förster & W. Rothschild, 1907        | drzewiak rudy          | gatunek monotypowy | endemit Papui-Nowej Gwinei: północno-wschodnia Nowa Gwinea (półwysep Huon); introdukowany na wyspę Umboi; zakres wysokości: 1000–3300 m n.p.m.                                                      | DC: 51–66 cm DO: 45–68 cm MC: 7–10 kg              | EN          |
|         | Dendrolagus spadix       | Troughton & Le Souef, 1936           | drzewiak nizinny       | gatunek monotypowy | endemit Papui-Nowej Gwinei: południowo-środkowa Nowa Gwinea (hinterland Zatoki Papua); zakres wysokości: 0–800 m n.p.m.                                                                             | DC: 50–64 cm DO: 62–72 cm MC: 7–9,1 kg             | VU          |

Kategorie IUCN:  NT  – gatunek bliski zagrożenia,  VU  – gatunek narażony,  EN  – gatunek zagrożony,  CR  – gatunek krytycznie zagrożony.
Opisano również gatunek wymarły z plejstocenu Nowej Gwinei:
- Dendrolagus noibano Flannery, Mountain & K.P. Aplin, 1983